# رودخانه سالهیر
رودخانه سالهیر (به انگلیسی: Salhir River) رودخانه‌ای به‌طول ۲۰۴ کیلومتر است که در اوکراین جریان دارد.